# Didam vasútállomás
Didam vasútállomás vasútállomás Hollandiában, Montferland községben, Didam településen.

## Vasútvonalak
Az állomást az alábbi vasútvonalak érintik:
- Winterswijk-Zevenaar-vasútvonal

## Kapcsolódó állomások
A vasútállomáshoz az alábbi állomások vannak a legközelebb:
- Zevenaar vasútállomás (1918. június 1. – , nyugat, Winterswijk-Zevenaar-vasútvonal)
- Wehl vasútállomás (1885. július 15. – 1890. október 15., Winterswijk-Zevenaar-vasútvonal, kelet)
- Zevenaar GOLS railway station (1885. július 15. – 1918. június 1., nyugat, Zevenaar vasútállomás, Winterswijk-Zevenaar-vasútvonal)
- Stillewald Halt (1890. október 15. – 1892. december 1., Winterswijk-Zevenaar-vasútvonal, kelet)